# HD 109749
HD 109749 ist ein ca. 184 Lichtjahre von der Erde entfernter Unterriese im Sternbild Centaurus. Er besitzt eine scheinbare Helligkeit von 8,1 mag. Im Jahre 2005 entdeckten Fischer et al. mithilfe der Radialgeschwindigkeitsmethode einen extrasolaren Planeten, der diesen Stern umkreist und der die systematische Bezeichnung HD 109749 b erhielt. Die Umlaufperiode des Begleiters beträgt 5,24 Tage und seine Mindestmasse 0,3 Jupitermassen; die große Halbachse seiner Umlaufbahn wird auf 0,06 Astronomischen Einheiten geschätzt.